# Laurent Foirest
Laurent Marcel Guy Foirest, né le 18 septembre 1973 à Marseille, est un joueur puis entraîneur français de basket-ball. Il mesure 1,98 m et joue au poste d'ailier.
Il remporte le titre de champion de France avec les trois clubs avec lesquels il évolue, l'Olympique Antibes, Pau-Orthez et l'ASVEL Lyon-Villeurbanne. 
Il effectue également une carrière en Espagne, au Tau Vitoria, club avec lequel il remporte la Liga ACB et participe à une finale de l’Euroligue.
Avec l'équipe de France, il remporte un titre de champion d'Europe junior et une médaille olympique, l'argent, lors des Jeux olympiques de Sydney. 
Sur le plan individuel, il est récompensé de deux titres de MVP français du championnat de France, en 1999 et 2004. Après sa carrière de joueur, il entame une carrière de manager général au sein de ASVEL Lyon-Villeurbanne.

## Biographie

### Jeunesse et débuts professionnels
Laurent Foirest, dont le père évolue à l'ASPPT Marseille, fait ses débuts dans le basket-ball vers l'âge de cinq-six ans. Il rejoint le club de l'USPEG Marseille où il découvre les fondamentaux sous la direction d'un ancien international français Jean-Baptiste Rey
. Il évolue dans différents clubs durant sa jeunesse, à Marignane, PTT Aix-en-Provence. Il rejoint ensuite le club de l'Olympique Antibes. Il y côtoie Robert Smith, ancien joueur de National Basketball Association (NBA), Lee Johnson, finaliste de la coupe des clubs champions 1987. L'entraîneur Jacques Monclar, avec lequel il développe une relation importante, lui permet de faire ses premiers pas en Ligue Nationale de Basket lors de la saison 1989-1990. Il dispute trois rencontres, pour un temps de jeu de trois minutes.
Les deux saisons suivantes, il continue son apprentissage au sein des espoirs du club. Il dispute toutefois une rencontre de phase régulière lors de la saison 1990-1991 qui lui permet d'être officiellement crédité d'un titre de champion, titre que les Antibois remportent en battant deux victoires à une le CSP Limoges. Sa première véritable saison au sein de l'élite a lieu lors de la saison 1992-1993, saison au cours de laquelle il dispute 22 rencontres, avec un temps de jeu de 8 minutes et des statistiques de 2,9 points, 0,8 rebond et 0,5 passe. Le club échoue en demi-finale face à Pau-Orthez en quatre manches.
Lors de la saison suivante, terminée par une défaite en finale face au CSP Limoges, 92 à 73 puis 87 à 81, il double son temps de jeu. Sa moyenne de points progresse jusqu'à 4,3 points. Il ajoute également 1,5 rebond et 1,1 passe.
Antibes, qui s’est déjà renforcé par l’arrivée d’un meneur avec un grand passé en NBA, David Rivers, prend le risque de recruter un autre ancien joueur de NBA, Michael Ray Richardson, fort de 556 matchs de saison régulière, 18 de playoffs et deux sélections dans le premier cinq de la NBA All-Defensive Team mais 39 ans et demi à son arrivée. L’Olympique, dont les trois armes offensives sont David Rivers, 22,4 points, Stéphane Ostrowski, 19,8 points et Richardson, 15,7 points, termine en tête de la saison régulière. Lors des playoffs, Antibes élimine Levallois puis Cholet pour retrouver Pau-Orthez en finale. Celle-ci voit Antibes s’incliner lors de la première manche à domicile, puis être proche d’être mené deux à zéro avec deux rencontres disputées à Antibes. Après une victoire 100 à 96 après prolongation lors de cette deuxième rencontre, Antibes remporte les deux rencontres suivantes à Pau dont le dernier match remporté 81 à 80 sur un dernier tir de Richardson. Lors de cette saison, le temps de jeu de Laurent Foirest progresse jusqu’à 22,2 minutes, temps qu’il utilise pour marquer 7,5 points, capter 2,1 rebonds et délivrer 1,3 passe. Sur la scène européenne, après une élimination lors du tour préliminaire de la coupe des champions, Antibes échoue en demi-finale de la coupe d’Europe, nouveau nom de l’ancienne Coupe des Coupes. Après une victoire à Trévise, Antibes perd les deux manches suivantes à domicile face au futur vainqueur de la compétition.
Antibes, qui a perdu Ostrowski et Rivers, s’incline en demi-finale du championnat de France 1995-1996 en deux manches face à Pau-Orthez. Foirest, est désormais la troisième option offensive de l'Olympique Antibes avec 13,2 points, auxquels il ajoute 2,9 rebonds et 2,3 passes.

### Pau-Orthez
L’entraîneur Jacques Monclar quitte le club qui doit affronter des difficultés financières, pour rejoindre le champion de France en titre, prenant la succession de Michel Gomez. Foirest suit son mentor dans le club béarnais, rejoignant un effectif composé des frères Thierry et Didier Gadou et est mené par Antoine Rigaudeau. Celui-ci se blesse au coude et connaît une saison difficile, avec seulement 15 rencontres de championnat disputées. Pau s’incline en demi-finale du championnat face Paris Basket Racing lors de la manche décisive disputée à Pau. Foirest, avec un temps de jeu de 28 minutes par rencontres, marque 9,8 points, capte 2,1 rebonds et délivre 2,3 passes. 
Le début de saison suivante n’est pas à la hauteur des objectifs et le président Pierre Seillant décide de remplacer Jacques Monclar par l’entraîneur des espoirs Claude Bergeaud. Pau parvient à redresser la situation et termine à la seconde place de la phase régulière. En playoff, Le Mans est éliminé lors du premier tour sur le score de deux à un, puis c’est au tour de Cholet de s’incliner deux à zéro. En finale, les Palois sont opposés au CSP Limoges qui a éliminé en demi-finale l’ASVEL. Foirest est le quatrième marqueur de son équipe avec 10,1 points en 29 rencontres, derrière Marcus Brown (arrivé en mars, il ne dispute que six rencontres de phase régulière mais se blesse lors de la demi-finale), Mous Sonko et Thierry Gadou. Il ajoute également 3,0 rebonds et 2,3 passes.
Lors de l’Euroligue 1998-1999, les Béarnais atteignent les quarts de finale, stade où ils imposent une troisième et dernière manche au Kinder Bologne qui l’emporte de 54 points. En France, ils terminent en tête de la phase régulière avec seulement trois défaites. Au premier tour des playoffs, ils éliminent Nancy en trois manches, deux à une, puis le Paris SG Racing sur le même score. En finale, ils sont opposés à l’ASVEL de Delaney Rudd et Gregor Beugnot, qui disputent leur troisième finale en quatre ans. Après une victoire 73 à 67 à Pau, les Béarnais vont l’emporter à Villeurbanne sur le score de 74 à 64 dans un match où Rudd ne parvient à délivrer la moindre passe décisive pour son dernier match en France. Foirest marque quatre points lors de ce match. Il termine MVP français Les statistiques de Foirest sont de 11,9 points, 3 rebonds et 2 passes.

### L’Espagne
Il rejoint ensuite le club espagnol de Tau Vitoria pour évoluer en Liga ACB, dirigé par l’Argentin Julio Lamas. Sa première saison se traduit par des statistiques de 8,7 points, 2,3 rebonds et 1,1 passe en phase régulière. Le Tau parvient en demi-finale des playoffs du championnat mais échoue sur le score de 3 à 1 face au FC Barcelone.
La saison suivante, c’est Duško Ivanović qui prend la direction de l’équipe qui reçoit également le renfort de l’Argentin Luis Scola, qui rejoint son compatriote Fabricio Oberto. Sur le plan européen, le Tau dispute l’Euroligue, compétition désormais organisée par l’ULEB. Après avoir éliminé l’Olympiakós en quart puis l’AEK Athènes en demi-finale, Vitoria est opposé au Kinder Bologne en finale. La décision se fait lors de la cinquième et dernière disputée à Bologne,. Lors de cette série, Foirest marque respectivement 20, 2, 8, 10 et 6 points. En Espagne, Vitoria échoue de nouveau en demi-finale du championnat, battu en cinq manches par le Real de Madrid. Lors de cette saison, il marque 9,25 points en saison régulière et 9,9 en playoffs.
La saison suivante, le Tau remporte la coupe du Roi face au FC Barcelone sur le score de 85 à 83. Puis en championnat d’Espagne, après une quatrième place dans la phase régulière, où Foirest marque 10,7 points, Tau élimine successivement CE Lleida Basquetbol puis Barcelone. En finale, c’est le club de Unicaja Málaga qui perd sur le score de trois à zéro, Vitoria remportant le premier titre de champion de son histoire. En Europe, Vitoria échoue lors du Top 16 face au Maccabi Tel-Aviv. 
Foirest dispute une quatrième saison à Vitoria, saison qui se termine au premier tour des play-offs en Espagne face à Málaga. En Europe, Vitoria dispute le Top 16 de l’Euroligue 2002-2003, terminant à la troisième place de son groupe. La moyenne de points de Foirest est de 10,2.

### Retour à Pau
Après quatre saisons en Espagne, Foirest est de retour en Ligue Nationale de Basket en rejoignant son ancien club de Pau. Le club, qui vient se remporter le titre de champion de France, a perdu Boris Diaw et Michael Pietrus, qui jouent désormais en National Basketball Association. Malgré une qualification pour le Top 16 de l’Euroligue, l’entraîneur Frédéric Sarre est limogé en cours de saison en raison de défaites inadmissibles pour le président. Après une dixième place lors de la phase régulière, l’équipe du nouvel entraîneur Didier Gadou élimine Strasbourg par deux à zéro, puis Chalon-sur-Saône par deux à un. En finale le club de Gravelines échoue en deux manches. Avec 14,7 points, Foirest est le meilleur marqueur de son équipe. Il capte également 3,4 rebonds et délivre 2,9 passes. Plus tôt dans la saison, il participe à son quatrième All-Star Game LNB 2003 après ceux de 1995, 1998 et 1999. Avec 27 points, il termine meilleur marqueur de la rencontre, le titre de meilleur de MVP étant attribué à Cyril Julian. Toutefois, il obtient une récompense à titre individuel en étant désigné pour la deuxième fois de sa carrière MVP français en Ligue Nationale de Basket.
Les deux saisons suivantes, Laurent Foirest est perturbé par des blessures, il se fait opérer des deux genoux en juillet 2005. Cela le contraint à ne disputer que 18 rencontres lors de la phase régulière du championnat 2004-2005 puis 16 lors de la saison suivante, avec des statistiques de 10,4 points, 2,8 rebonds et 3,1 passes en 2005 et 6,1 points, 1,9 rebond et 1,7 passe en 2006.

### Villeurbanne
En août 2006, il signe un contrat avec l’ASVEL Lyon-Villeurbanne. Pour sa première saison à Villeurbanne, Foirest dispute seize rencontres de championnats pour des statistiques de 7,9 points, 3,5 rebonds et 3,1 passes en 28 minutes.
En 2008, le club échoue en ULEB Cup en seizième de finale face aux Turcs de Galatasaray. Ses statistiques lors de la compétition sont de 9,7 points lors de la phase régulière et 10,0 lors des deux rencontres de seizième. Puis, en championnat de France, c'est Nancy qui met un terme à la saison des rhodaniens en remportant la belle de la demi-finale du championnat, disputée à Nancy, sur le score de 104 à 89. Le club remporte toutefois un trophée avec la victoire en finale de la coupe de France face au club de Cholet sur le score de 86-76, rencontre où Laurent Foirest marque 9 points, prend quatre rebonds et délivre quatre passes en 28,57 minutes.

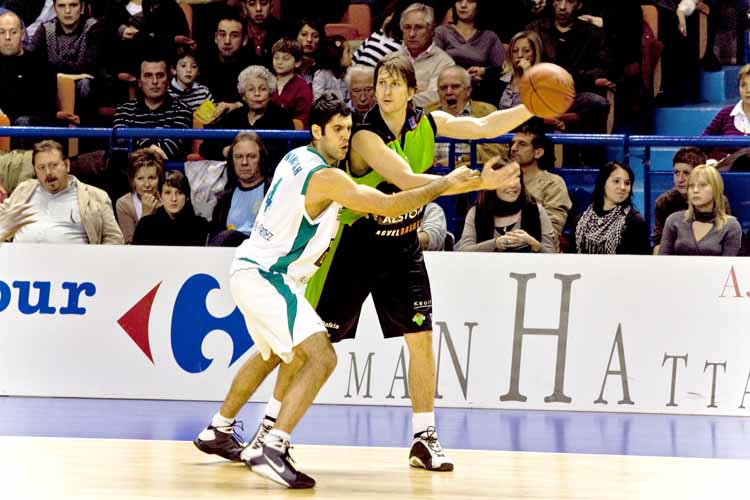
Laurent Foirest lors de la saison 2008-2009.

Lors de la saison 2008-2009, le club voit l’arrivée d’un nouvel entraîneur Vincent Collet, issu du Le Mans Sarthe Basket club avec lequel il a obtenu un titre de champion de France en 2006. Le club ne parvient pas à se qualifier pour le Top 16 de l'EuroCoupe, compétition où les statistiques de Foirest sont de 7,7 points, 1,5 rebond et 1,7 passe en 25,49 minutes. En France l’ASVEL échoue en demi-finale de la Semaine des As 2009 face à Orleans sur le score de 72 à 66. En demi-finale du championnat, l’ASVEL élimine le tenant du titre Nancy lors de la manche décisive 62 à 56, rencontre où Foirest a un rôle important avec huit points consécutifs en seconde période marqués lors d’un seize à zéro de l’ASVEL qui lui permet d’effacer dix points de déficit et de reprendre la direction du jeu. Sa saison est toutefois perturbée par une fracture au disque lombaire qui le tient un moment éloigné des parquets.
Sa saison 2009-2010 est encore perturbée par de nombreuses blessures. En début de saison, c’est le mollet droit qui le tient éloigné des terrains pendant six semaines. Ensuite, il souffre d’une déchirure à la cuisse gauche. Enfin, le 16 avril 2010, lors d’une rencontre opposant l’ASVEL au Hyères Toulon Var Basket, il est victime d’une rupture du tendon d'Achille, blessure qui, de par son importance et son âge, risque de signifier la fin de sa carrière de joueur. Ses statistiques sont alors de 5 points marqués en 16 minutes, avec également deux rebonds et une passe. Sur le plan collectif, l’ASVEL, malgré une victoire lors de la Semaine des As 2010 n’est pas à la hauteur d’un effectif important : élimination au premier tour de l’Euroligue et non-qualification pour les playoffs en championnat de France.
Malgré son ambition de revenir en tant que joueur, il annonce finalement sa retraite sportive en juin 2011 pour devenir responsable des opérations basket de l'ASVEL.

### Équipe de France
Laurent Foirest obtient ses premiers résultats sous le bleu des sélections françaises avec l’équipe de France junior. En 1992, celle-ci remporte le championnat d’Europe junior disputé en Hongrie en battant en finale l’Italie. Dans cette équipe, il évolue avec deux joueurs qu’il côtoie pendant de nombreuses années sous le maillot bleu, le meneur Laurent Sciarra et le pivot Cyril Julian. Cette sélection, dirigée par Jean-Pierre de Vincenzi, comprend également son coéquipier d’Antibes Yann Barbitch et Olivier Saint-Jean, qui prendra plus tard le nom de Tariq Abdul-Wahad.
C’est trois ans plus tard qu’il fait ses débuts en équipe de France, le 2 juin 1995 à Villeurbanne contre la Lituanie. Il doit toutefois attendre le championnat d’Europe 1997, disputé en Espagne, pour évoluer dans le cadre d’une grande compétition. La France termine à la dixième place lors de cet euro. Foirest présente des statistiques de 8,4 points, 2 rebonds et 1,4 passe.
La France accueille le championnat d’Europe 1999. Sur l’ensemble du tournoi, ses statistiques sont de 8,3 points, 1,1 rebond et 1,2 passe en 20,4 minutes. Il réalise sa meilleure performance face à la Turquie en quart de finale avec 15 points, à quatre sur quatre à deux points et trois sur quatre à trois points, lors d’une victoire 66 à 63 qui assure la qualification des Français pour les Jeux olympiques de Sydney. La France termine finalement à la quatrième place, après une défaite face à l’Espagne en demi-finale puis la Yougoslavie lors de la finale pour la troisième place.
Lors des jeux de Sydney les Français se qualifient pour les quarts de finale, notamment grâce à une victoire in extremis face à la Chine qui menait de 14 points à 13 minutes du terme. Lors de cette rencontre, Foirest inscrit 22 points et capte 4 rebonds. Le Canada est éliminé 68 à 63 en quart de finale puis c’est l’Australie qui s’incline 76 à 52 en demi-finale. Lors de la finale face aux États-Unis, Foirest inscrit trois points, capte un rebond et délivre deux passes en 16 minutes. Les Américains remportent la rencontre 85 à 75. Sur l'ensemble de la compétition, les statistiques de Foirest sont de 6,1 points, 2,4 rebonds et 1 passe.
Lors du championnat d'Europe 2001, Foirest est le meilleur marqueur, avec 14 points de moyenne, d’une sélection française qui termine à la sixième place après une défaite 81 à 77 face à l'Allemagne, rencontre au cours de laquelle il établit son meilleur total de la compétition avec 23 points. Il ajoute également 1,8 rebond et 1,8 passe lors l’ensemble du tournoi.
La France se déclare favorite du championnat d’Europe 2003 avec le retour de joueur NBA Jérôme Moïso et Tariq Abdul-Wahad pour épauler Tony Parker et Boris Diaw. La France remporte aisément ses trois rencontres du premier tour puis élimine la Russie sur le score de 76 à 69. Mais en demi-finale, ils échouent par 74 à 70 face à la Lituanie, future championne d’Europe. Le groupe éclate et la France perd contre l'Italie lors de la rencontre pour la troisième place, place qui lui aurait permis de se rendre aux Jeux olympiques d’Athènes. Les statistiques de Foirest lors de cette compétition sont de 11,5 points, 4,7 rebonds et 2,2 passes, avec deux scores de 19 points.
En 2004, il est privé des qualifications pour le prochain championnat d’Europe en raison d’une blessure à la cuisse gauche. La saison suivante, c’est une opération des deux genoux qui le privent de sélection.
Il retrouve l’équipe de France pour le championnat du monde 2006. Bien que privé de leur meneur Tony Parker à quelques jours du début du tournoi en raison d’une blessure au doigt, les Français terminent à la cinquième place de la compétition. Ils échouent en quart de finale face à leurs rivaux Grecs sur le score de 73 à 56. La France remporte ensuite ses deux dernières rencontres face à l’Allemagne et la Turquie. Foirest marque 4 points, capte 2,8 rebonds et délivre 0,6 passe.
En 2009, il annonce au sélectionneur national Vincent Collet, qui est également son entraîneur en club, qu’il décline la sélection pour la campagne de qualification, et l’éventuel championnat d’Europe. Il explique sa décision en ne sentant pas capable de supporter physiquement cette préparation, la compétition, puis la reprise du championnat.

### Reconversion
En juin 2011, il est désigné responsable des opérations basket de l'ASVEL, son principal rôle étant d'être le représentant de Tony Parker qui est devenu deuxième actionnaire du club en février 2009.
En mars 2014, il se voit confier un poste d'assistant, avec Christophe Denis, auprès de Pascal Donnadieu qui prend en charge une sélection A' de l'équipe de France,.
Le 22 décembre 2015 il est nommé entraîneur principal de l'UJAP Quimper 29, club évoluant en NM1 (3e division française). Il remplace Hugues Occansey limogé après un nouveau revers. L'objectif fixé est de faire monter le club en Pro B. Cet objet est réalisé au terme des playoffs de la saison 2016-2017 face au club de Souffelweyersheim. Au terme d'une saison 2018-2019 où le club assure son maintien, Foirest prolonge de deux ans son contrat.
En parallèle de sa carrière en club, Laurent Foirest continue son travail au sein des équipes de France. En 2017, il intègre l'encadrement de l'équipe de France dirigée par Vincent Collet en remplacement de Jacky Commères, aux côtés de Pascal Donnadieu.
Le 27 juillet 2023, il devient l'entraîneur principal des Metropolitans 92,. Foirest est démis de ses fonctions en novembre 2023 en raison des résultats des Metropolitans (1 victoire sur les 12 premiers matches de la saison).
Foirest quitte l'encadrement de l'équipe de France après l'échec de l'équipe lors de la Coupe du monde 2023.

## Palmarès de joueur
- Champion de France 1991 et 1995 avec Antibes, 1998, 1999 et 2004 avec Pau-Orthez et 2009 avec l'ASVEL
- Vainqueur de la Coupe de France en 2008.
- Champion d'Espagne 2002 et Vainqueur de la Coupe du Roi 2002 (Tau Vitoria).
- Médaille d'Argent aux JO de Sydney 2000.
- Médaille d'Or avec les Juniors au Championnat d'Europe 1992.
- Il est élu MVP du Championnat de France 1999, 2004.
- Vainqueur de la semaine des As 2010.

Laurent Foirest est honoré par la Fédération française de basket-ball en faisant partie de la promotion 2018 de l'Académie du basket-ball français, promotion également composée de Val Bouryschkine (ru), Frédéric Forte, Geneviève Guinchard, Nathalie Lesdema et Moustapha Sonko,.

## Statistiques
Statistiques en Ligue nationale de basket-ball de Laurent Foirest, :
| Saison    | Club                    | Match | Min | 2pts (%) | 3pts (%) | LF (%) | Rebonds | Rebonds | Rebonds | Pd   | Int  | C    | BP   | F | Points |
| Saison    | Club                    | Match | Min | 2pts (%) | 3pts (%) | LF (%) | O       | D       | TRB     | Pd   | Int  | C    | BP   | F | Points |
| --------- | ----------------------- | ----- | --- | -------- | -------- | ------ | ------- | ------- | ------- | ---- | ---- | ---- | ---- | - | ------ |
| 1989-1990 | Antibes                 | 3     | 3   | 0        | -        | 50,0   | -       | -       | -       | -    | -    | -    | -    | - | 0,3    |
| 1990-1991 | Antibes                 | 1     | 1   | -        | -        | -      | -       | -       | -       | -    | -    | -    | -    | - | -      |
| 1991-1992 | Antibes                 | 3     | 6   | 66,7     | -        | 100    | -       | -       | 0,7     | 0,3  | -    | -    | 0,3  | - | 2,0    |
| 1992-1993 | Antibes                 | 22    | 8   | 43,8     | 41,7     | 84,21  | -       | -       | 0,8     | 0,5  | 0,7  | 0,1  | 0,3  | - | 2,0    |
| 1993-1994 | Antibes                 | 26    | 16  | 43,0     | 25       | 76,47  | -       | -       | 1,5     | 1,1  | 0,7  | 0,3  | 1,1  | - | 4,3    |
| 1994-1995 | Antibes                 | 26    | 22  | 54,6     | 42,86    | 85,71  | -       | -       | 2,1     | 1,3  | 1,0  | 0,3  | 1,2  | - | 7,5    |
| 1995-1996 | Antibes                 | 26    | 29  | 54,7     | 57,33    | 80,0   | -       | -       | 2,9     | 2,3  | 1,7  | 0,3  | 2,1  | - | 13,2   |
| 1996-1997 | Pau-Orthez              | 28    | 25  | 61,0     | 45,45    | 70,21  | -       | -       | 2,1     | 2,3  | 1,0  | 0,2  | 2,0  | - | 9,8    |
| 1997-1998 | Pau-Orthez              | 29    | 23  | 50,3     | 45,1     | 74,67  | -       | -       | 3,0     | 2,3  | 1,0  | 0,1  | 1,5  | - | 10,1   |
| 1998-1999 | Pau-Orthez              | 28    | 25  | 50,9     | 43,3     | 74,26  | -       | -       | 3,0     | 2,0  | 1,2  | 0,1  | 2,0  | - | 11,9   |
| 2003-2004 | Pau-Orthez              | 28    | 26  | 52,7     | 47,37    | 86,67  | -       | -       | 3,4     | 2,9  | 1,9  | 0,1  | 1,9  | - | 14,7   |
| 2004-2005 | Pau-Orthez              | 18    | 25  | 42,5     | 42,11    | 82,76  | -       | -       | 2,8     | 3,1  | 1,1  | 0,2  | 1,2  | - | 10,4   |
| 2005-2006 | Pau-Orthez              | 16    | 17  | 45,5     | 35,0     | 82,14  | -       | -       | 1,9     | 1,7  | 0,7  | 0,1  | 0,8  | - | 6,1    |
| 2006-2007 | ASVEL Lyon-Villeurbanne | 16    | 28  | 39,6     | 28,81    | 78,95  | -       | -       | 3,5     | 3,1  | 1,5  | 0,3  | 1,4  | - | 7,9    |
| 2007-2008 | ASVEL Lyon-Villeurbanne | 34    | 23  | 47,56    | 40,90    | 84,21  | 0,41    | 2,21    | 2,62    | 2,27 | 0,7  | 0,0  | 0,94 | - | 9,85   |
| 2008-2009 | ASVEL Lyon-Villeurbanne | 36    | 24  | 38,39    | 41,82    | 86,96  | 0,25    | 3,19    | 3,44    | 2,92 | 1    | 0,14 | 1,97 | - | 9,52   |
| 2009-2010 | ASVEL Lyon-Villeurbanne | 21    | 16  | 35,29    | 34,43    | 71,43  | 0,19    | 1,48    | 1,67    | 1,33 | 0,71 | 0,19 | 0,9  | - | 4,86   |

Statistiques en Liga ACB de Laurent Foirest :
| Saison    | Club        | Match | Min | 2pts (%) | 3pts (%) | LF (%) | Rebonds | Rebonds | Rebonds | Pd   | Int  | C | BP   | F | Points |
| Saison    | Club        | Match | Min | 2pts (%) | 3pts (%) | LF (%) | O       | D       | TRB     | Pd   | Int  | C | BP   | F | Points |
| --------- | ----------- | ----- | --- | -------- | -------- | ------ | ------- | ------- | ------- | ---- | ---- | - | ---- | - | ------ |
| 1999-2000 | Tau Vitoria | 32    | 21  | 60       | 30       | 80     | 0,40    | 1,94    | 2,34    | 1,12 | 1,09 |   | 0,87 |   | 8,69   |
| 2000-2001 | Tau Vitoria | 32    | 26  | 47       | 36       | 77     | 0,43    | 2,87    | 3,31    | 2,25 | 1,59 |   | 1,34 |   | 9,25   |
| 2001-2002 | Tau Vitoria | 29    | 27  | 53       | 40       | 77     | 0,59    | 2,65    | 3,34    | 1,07 | 1,28 |   | 0,96 |   | 10,66  |
| 2002-2003 | Tau Vitoria | 28    | 25  | 45       | 39       | 82     | 0,6     | 2,21    | 2,82    | 1,5  | 0,75 |   | 1,36 | - | 10,57  |